# Seth Rollins

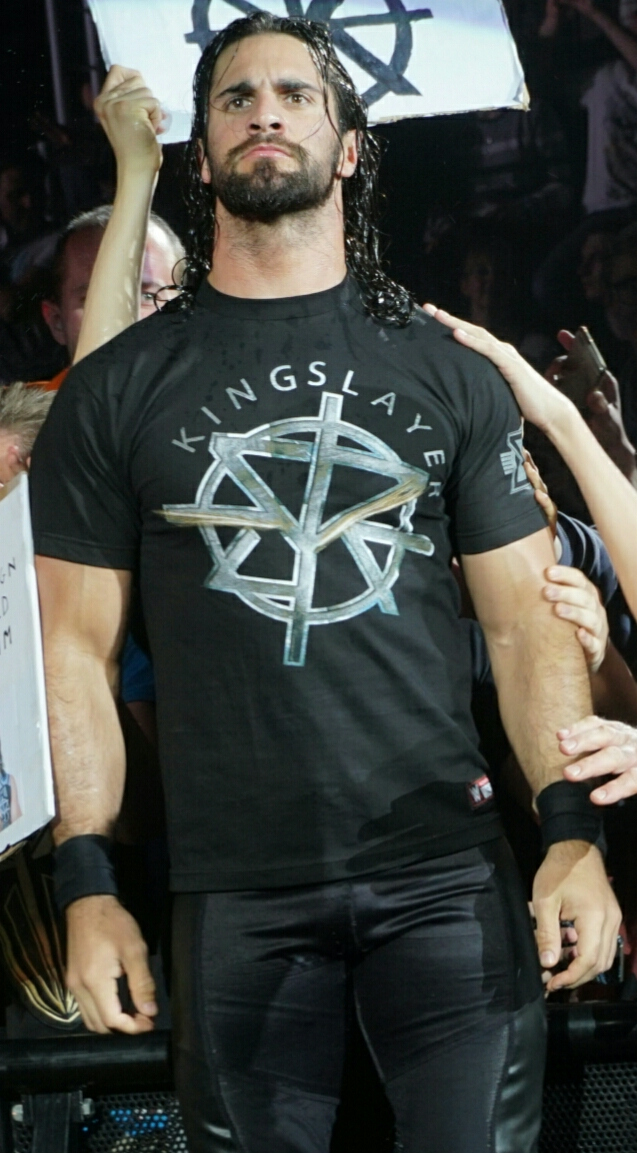
Seth Rollins (2017)

Colby Daniel Lopez (* 28. května 1986) je profesionální americký wrestler a herec, který pracuje pro společnost WWE pod přezdívkou Seth Rollins v show Raw.
Rollins debutoval v WWE v roce 2012 společně s Deanem Ambrosem a Romanem Reignsem jako člen frakce The Shield která se rozpadla v roce 2014. 2x WWE Universal Championship Vyhrál 2× WWE Championship Poslední prohrál nad The Fiend Bray Wyatt 31. 10. 2019 na Crown Jewel 1x United States Championship 1× Tag Team Championship (společně s Romanem Reignsem), 1x Raw Tag Team Championship (společně s Deanem Ambrosem) a Money in the Bank kufřík 2014.Zápasil také 2× o Universal Championship ale ani jednou nevyhrál. První zápas prohrál s Finnem Bálorem a druhý zápas prohrál díky Triple He který zasáhl do zápasu (zápas vyhrál Kevin Owens). Rollins po útoku od Triple H se pomalu začal přetvářet do babyface role poprvé od roku 2014. Rollins nadále měl příležitost bojovat o titul na placené akci Clash of Champions.Rollins titul nezískal a utrpěl zranění žeber které ovšem nebylo vážné a za pár týdnů byl potracen. Rollins se dožadoval poslední odvety na placeně akci Hell in a Cell kterou dostal rovnou v kleci Hell in a Cell. Zápas prohrál kvůli Chrise Jericha který zasáhl do zápasu a jeho feud s Kevinem Owensem skončil. Rollins se také zúčastnil placené akce Survivor Series jako člen Raw týmu.Po akci Survivor Series začal feud se Chrisem Jerichem s kterým měl zápas na placené akci Roadblock který vyhrál. Poslední RAW před placenou akcí Royal Rumble měl Seth zápas se Sami Zaynem který prohrál díky Triple He. Rollins následně nečekaně vtrhl na akci NXT TakeOver San Antonio kde frustrovaný volal Triple He který se i dokonce ukázal ale jen zavolal ochranku která Rollinse vyvedla z haly. Díky tomu byl Rollinsovi udělen zákaz vstupu na Royal Rumble. Další RAW si Triple H povolal Samoa Joa z NXT který tím uskutečnil debut v hlavním rosteru a napadl Rollinse. Seth si při pádu na zem zlomil vaz v koleně konkrétně MCL. Naštěstí zranění není tak vážné, jak tomu bylo v roce 2015. Nakonec se ale ukázalo že zranění nebylo vůbec vážné a zbytek jeho zranění bylo čistě jen příběhové. Rollins se tak utkal s Triple Hem na WrestleManii 33 v zápase bez zábran který vyhrál. Poté započal jeho feud se Samoa Joem kterého porazil na placené akci Playback. Pak začal feud o to kdo vyzve Universal Championa Brocka Lesnara tento zápas prohrál.
Seth Rollins byl potupen v prohře proti Deanu Ambrosovi. Seth Rollins byl oznámen jako cove hry WWE 2k18 a poté začal jeho feud s Brayem Wyattem který prohrál na placené akci Great Balls Of Fire. Následující RAW Seth přišel na záchranu Deana Ambroseho když Miz, Curtis Axel a Bo Dalls ho začali mlátit. Dean odmítl Setha s tím že mu nevěří.Následujících pár RAW se rozvíjel příběh s spojení těchto 2 členů z shieldu až nakonec na go home show pro Summerslam se spojili a byl vyhlášen zápas Dean Ambrose a Seth Rollins vs Sheamus a Cesaro na Sumemrslamu. Tento zápas Seth Rollins a Dean Ambrose vyhráli a stali se novými Tag Team championy. Seth a Dean prohráli tituly na jedné z epizod pondělní RAW když New Day vyrušili zápas. Bohužel pro Setha se Dean Ambrose zranil a Seth si našel nového parťáka Jasona Jordana se kterým na vánoční epizodě RAW získal RAW Tag Team tituly. Jason Jordan začínal mít problém se zády a na placené akci Royal Rumble THE Bar porazili Rollinse a Jordana o tituly. Seth Rollins ještě toho večera se zúčastnil Royal Rumble zápasu ale byl vyřazen. Seth byl frustrován že už přišel o 2 parťáka, byl frustrován že už není vnímán jako TEN Seth Rollins před 3 lety a dostal příležitost bojovat o poslední místo v mužském Elimination Chamber zápase, které vyhrál společně s Finnem Bálorem.Poslední RAW před Elimination Chamber se konal Gaundlet match, kde Seth vydržel 1 hodinu a 5 minut, čímž se stal držitelem rekordu za nejdelší vydrž v zápase mimo to porazil Romana Reignse a Johna Cenu, nadále byl vyřazen Eliasem. Na placené akci Elimination Chamber byl Rollins vyřazen Braunem Strowmanem. Rollins se účastnil zápasu na WrestleManii 34 v triple theartu s Finnem Balorem a Mizem který vyhrál a stal se novým Inercontinental Championem, mimo to dosáhl Grand Slam titulu.
O titul přišel v jeho pravidelné IC open challenge kdy díky pomocí Drew McIntyra získal titul Dolph Ziggler. Seth při každé příležitosti získat titul zpátky neuspěl díky asistence Drewa McIntyra. To vedlo k návratu zraněného Deana Ambrose, díky kterému na Summerslamu 2018 Seth získal zpátky Intercontinetal titul. Další show RAW při náznaku zpeněžení MITB kufříku od Brauna na nového Universal šampiona Romana Reignse se sjednotil Shield, když zachránil Romana.
22. října 2018 Roman Reigns oznámil svůj dočasný odchod kvůli vážnému onemocnění (Leukemii). Později té noci Seth Rollins a Dean Ambrose porazili Drewa McIntyra a Dolpha Zigglera a stali se novými Tag Team šampiony. Ovšem krátce po zápase Dean Ambrose napadl Setha Rollinse což vedlo k onomu Heel Turnu Ambrose a úplnému rozpadu Shieldu. Rollins se zasnoubil s Becky Lynch.
V roce 2019 vyhrál Royal Rumble zápas a získal tím šanci vyhrál WWE Universal Championship který v té době držel Brock Lesnar. Na WrestleManii 35 porazil Brocka Lesnara a získal tím tak zmiňovaný WWE Universal Championship. Díky této výhře získal svojí přezdívku The Beast Slayer. O tento titul přišel na Crown Jewelu 2019 po tom, co ho porazil "The Fiend" Bray Wyatt.
Na WrestleManii 36 měl zápas s Kevinem Owensem který prohrál. Po této prohře změnil svůj charakter připomínající jakéhosi spasitele a začal si říkat Monday Night Messiah. O rok později měl zápas na WrestleManii 37 s Cesarem, který ovšem také prohrál.
Na Royal Rumblu 2022 měl Rollins zápas s Romanem Reignsem o WWE Universal Championship, tento zápas Rollins vyhrál díky diskvalifikaci, ale kvůli pravidlům výhody šampiona titul nezískal.
V roce 2023 na Night of Champions v Saúdské Arábii porazil Rollins AJ Stylese a vyhrál tak nově představený World Heavyweight Championship, stal se tak prvním držitelem tohoto titulu. Po necelém roce držení o tento titul nakonec přišel na WrestleManii 40, kde ho porazil Drew McIntyre.
Po WrestleManii 40 si Seth na nějakou dobu vzal volno aby si vyléčil své zranění nohy, které na WrestleManii utrpěl. O pár měsíců později se vrátil aby vyzval World Heavyweight šampiona Damiana Priesta o jeho titul na Money in the Bank 2024. Seth slíbil, že pokud tento zápas nevyhraje, tak po dobu co je Priest šampion ho na další zápas o titul už nevyzve. Na samotné show během tohoto zápasu přiběhl do ringu vítěz MITB kufříku Drew McIntyre, aby tento kufřík uplatnil a přidal se tak do probíhajícího zápasu o titul. Později na McIntyra zautočil CM Punk a díky způsobenému chaosu Damian svůj titul obhájil. Seth poté obvinil CM Punka, že on je ten důvod proč Rollins nevyhrál. Na následující show Raw si oba vyříkali své vzájemné problémy, a začal tak oficiálně spor mezi Drewem, Punkem a Sethem.

## Počítačové hry
Seth Rollins se objevil ve hrách WWE 2K14, WWE 2K15, WWE 2K16, WWE 2K17, WWE 2K18, WWE 2K19, WWE 2K20, WWE Battlegrounds, WWE 2K21, WWE 2K23 a WWE 2K24.

## Úspěchy

### World Wrestling Entertainment
- World Heavyweight Champion (1x)
- WWE Universal Champion (1x)
- WWE Champion (2x)
- WWE United States Champion (2x)
- WWE Intercontinental Championship (2x)
- WWE Heavyweight Champion (1x)
- WWE Raw Tag Team Champion (6x) (2x s Deanem Ambrosem, 1x s Romanem Reignsem, 1x s Jasonem Jordanem)
- Money in the Bank 2014
- Royal Rumble 2019
- Anti-Gravity Moment of the Year (2014) Diving off the balcony at Payback
- Grand Slam
- Breakout Star of the Year (2013) s Deanem Ambrosem a Romanem Reignsem jako The Shield
- Double-Cross of the Year (2014) zrazení The Shieldu a připojení k The Authority
- Faction of the Year (2013, 2014) s Deanem Ambrosem a Romanem Reignsem jako The Shield
- Fan Participation (2014) "You Sold Out"
- Match of the Year (2014) Team Cena vs. Team Authority na Survivor Series
- Superstar of the Year (2015)
- Trending Now #(Hashtag) of the Year (2013) – #BelieveInTheShield s Deanem Ambrosem a Romanem Reignsem jako The Shield
- Slammy Award (9x)

### Finishery
- Jumping high knee (KingSlayer) 2017–2018

- Peedigre 2015–2017
- Curb Stomp (2011–2015) 2018–
- SIgnatury: Falcon Arrow Frog Splash Enzuigiri

#### Přezdívky
- The Aerialist"
- "The Architect"
- "The Future of WWE"
- "The Man"
- "The Kingslayer"
- "Freakin"
- ''CrossFit Jesus''